# Wappen Bayerns
Das Wappen Bayerns existiert in einer großen und in einer kleinen Form. Das kleine Staatswappen besteht aus einem Schild mit dem bayerischen Rautenbanner gekrönt von der Volkskrone. Das große Staatswappen besteht aus einem gevierten Schild mit einem Herzschild, das dem Schild des kleinen Wappens entspricht. Auch auf dem großen Staatswappen ruht die Volkskrone und es wird von zwei bayerischen Löwen gehalten. In seiner heutigen Form wurde es am 5. Juni 1950 mit dem „Gesetz über das Wappen des Freistaates Bayern“ eingeführt. Der Entwurf wurde 1945 von Eduard Ege geschaffen und nimmt historische, traditionelle bayerische Wappenelemente auf.
Bayern verfügte bereits im 12. Jahrhundert, als allgemein Wappen entstanden, über ein solches. Schon in der ersten Hälfte des 13. Jahrhunderts tauchen die Elemente Löwe und Rauten auf.

## Beschreibung

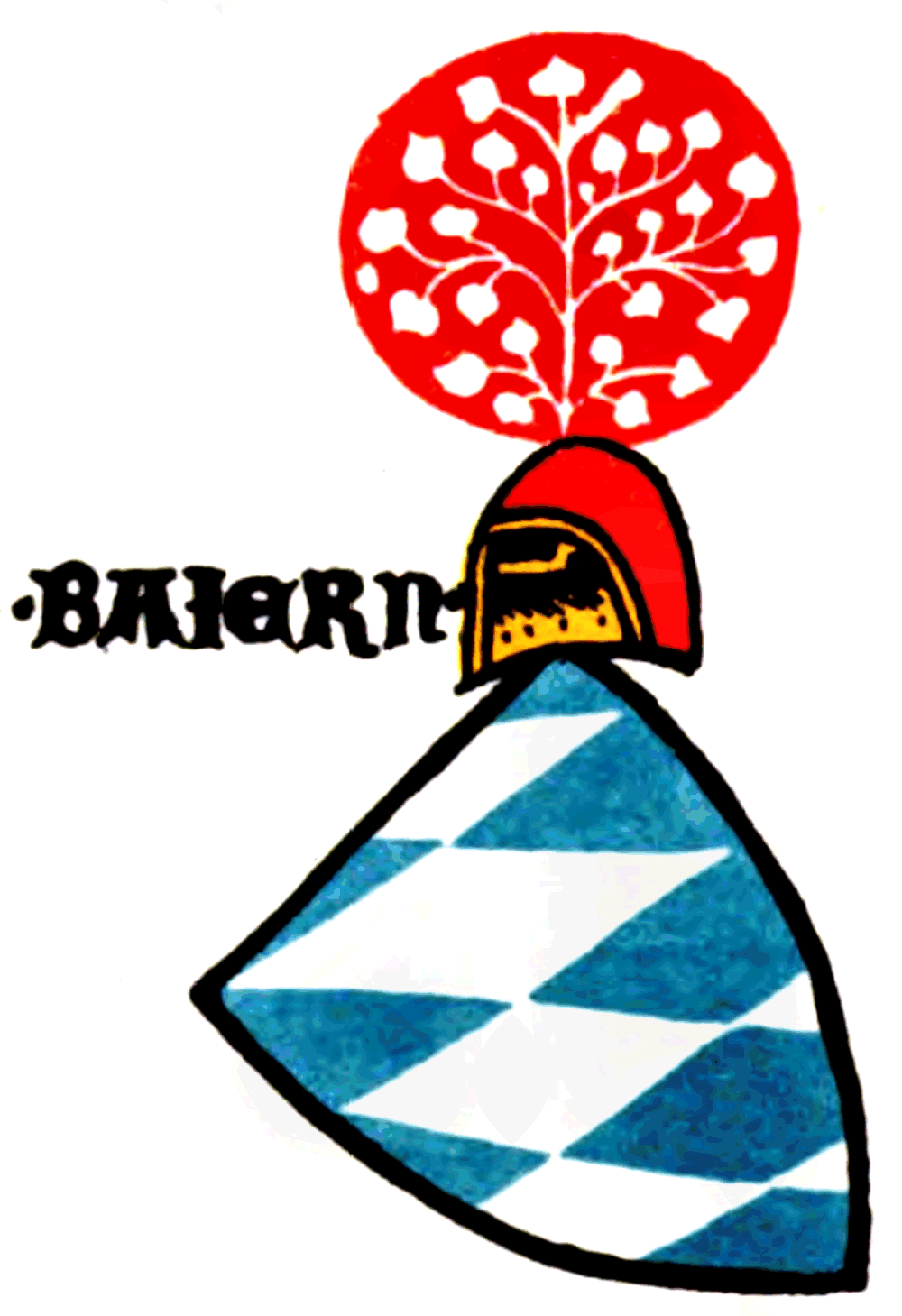
Wappen auf der Zürcher Wappenrolle, ca. 1340

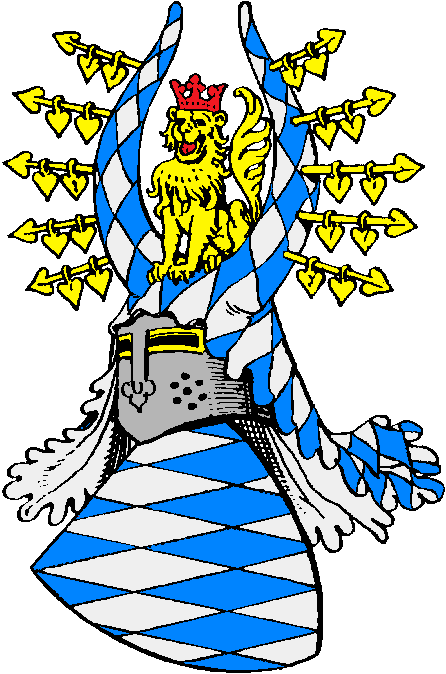
Wappen der Grafen von Bogen, ab 1242 der bayerischen Herzöge aus dem Hause Wittelsbach

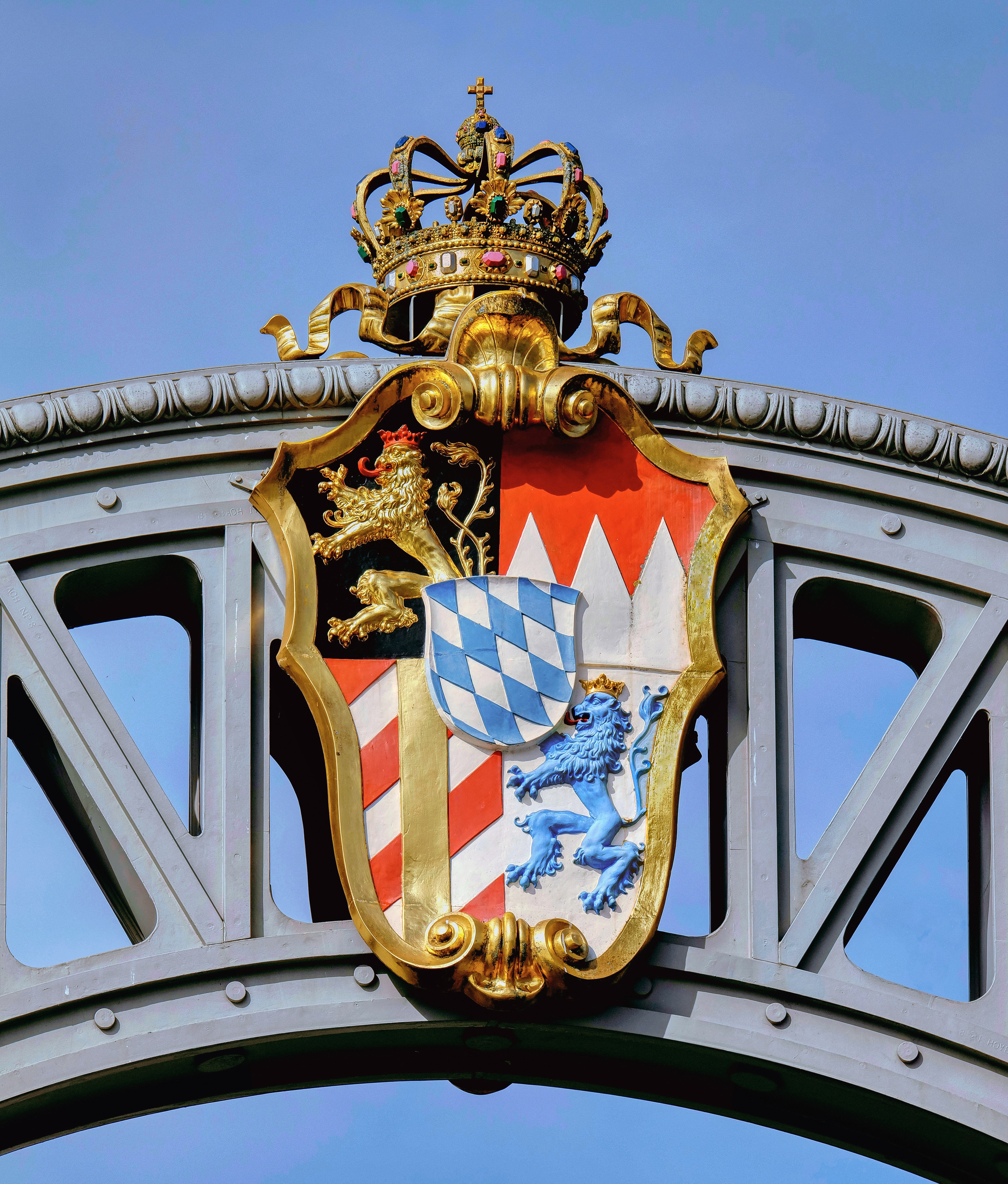
Das Wappen des Königreichs Bayern an der Salzachbrücke in Laufen

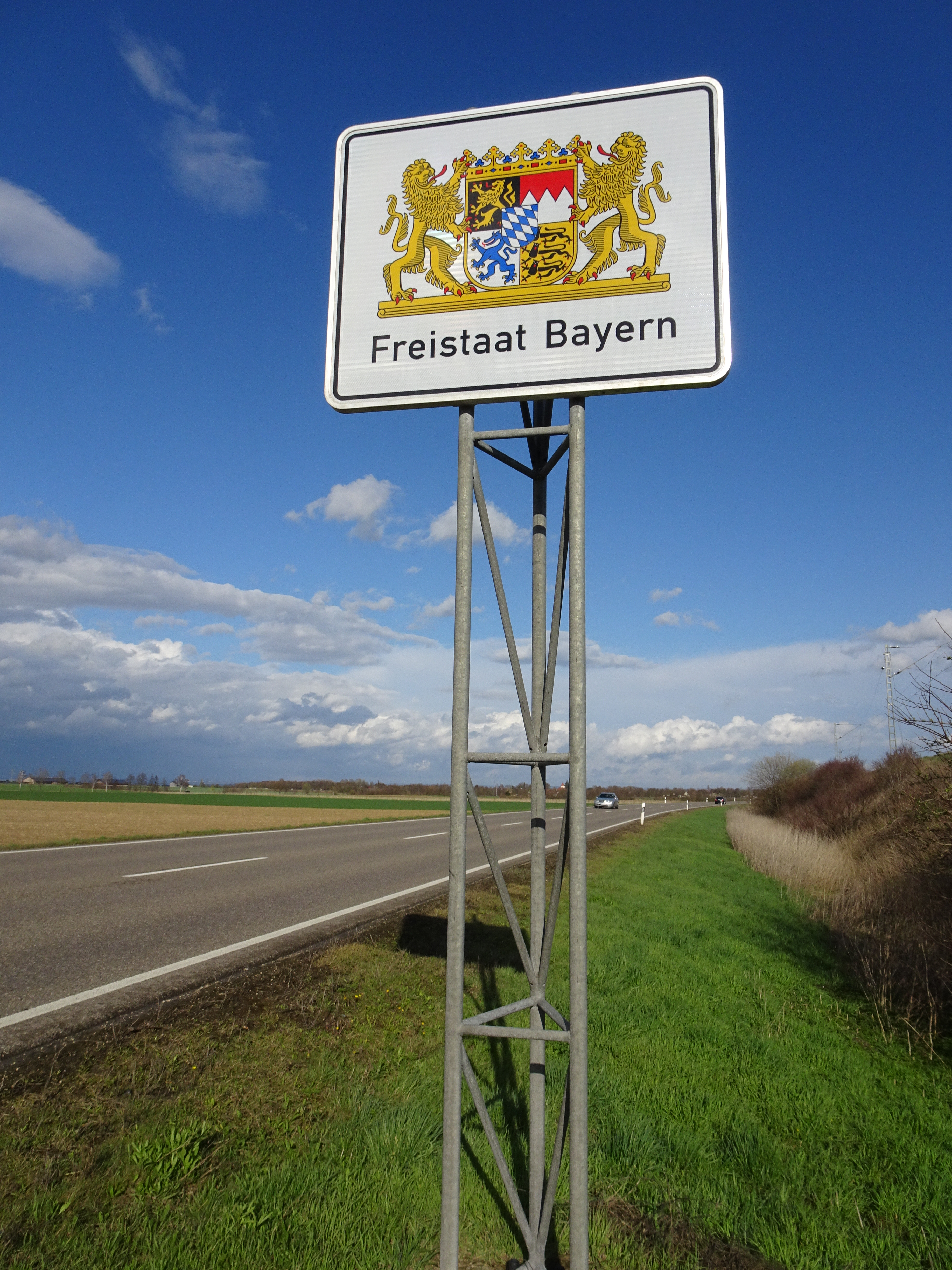
Schild an der Grenze zwischen Baden-Württemberg und Bayern

### Großes Staatswappen
„Das große bayerische Staatswappen besteht aus einem gevierten Schild mit einem Herzschild. Das erste Feld zeigt in Schwarz einen aufgerichteten goldenen, rotbewehrten Löwen; das zweite Feld ist von Rot und Weiß (Silber) mit drei aus dem Weiß aufsteigenden Spitzen geteilt; das dritte Feld zeigt einen blauen, goldbewehrten Panther auf weißem (silbernem) Grund; im vierten Feld sind auf Gold drei schwarze übereinander angeordnete, herschauende, rotbewehrte Löwen dargestellt. Der Herzschild ist in Weiß (Silber) und Blau schräg rechts gerautet. Der Schild wird von zwei goldenen, rot bewehrten Löwen gehalten. Auf dem Schild ruht eine Volkskrone; sie besteht aus einem mit Steinen geschmückten goldenen Reifen, der mit fünf ornamentalen Blättern besetzt ist.“ Eine Darstellung des großen Staatswappens ohne die Löwen als Schildhalter ist fehlerhaft, kommt aber immer wieder vor, so auf einer deutschen Briefmarke von 1992.
Die einzelnen heraldischen Elemente des „großen bayerischen Staatswappens“ haben historische Bedeutung.

#### Der goldene Löwe
Der goldene Löwe im schwarzen Feld war ursprünglich das Symbol der Pfalzgrafen bei Rhein. Nach der Belehnung des bayerischen Herzogs Ludwig im Jahre 1214 mit der Pfalzgrafschaft diente es jahrhundertelang als gemeinsames Kennzeichen der altbayerischen und pfälzischen Wittelsbacher. Ab 1923 stand der aufgerichtete, goldene und rotbewehrte Pfälzer Löwe im heraldisch linken oberen Feld für den Regierungsbezirk Oberpfalz, bis 1945 auch für die Pfalz. Seit 1950 steht er im linken (heraldisch rechten) oberen Feld.

#### Der „Fränkische Rechen“
Das zweite Feld zeigt in Rot drei weiße (silberne) Spitzen. Diese „Fränkischer Rechen“ genannte Figur erschien um 1350 als Wappen einiger Orte des Hochstifts Würzburg und seit 1410 auch in den Siegeln der Fürstbischöfe. Heute steht der Fränkische Rechen für die fränkischen Regierungsbezirke Oberfranken, Mittelfranken und Unterfranken.

#### Der blaue Panther
Das dritte Feld zeigt einen aufgerichteten, blauen, goldbewehrten Panther auf silbernem (weißem) Grund. Ursprünglich wurde er im Wappen der in Niederbayern ansässigen Pfalzgrafen von Ortenburg geführt. Später übernahmen ihn die Wittelsbacher. Heute vertritt der blaue Panther die altbayerischen Regierungsbezirke Niederbayern und Oberbayern.

#### Die drei schwarzen Löwen
Im vierten Feld sind auf Gold drei übereinander angeordnete, herschauende, schwarze, rotbewehrte Löwen (eigentlich Leoparden) dargestellt. Sie sind dem alten Wappen der Staufer, der einstigen Herzöge von Schwaben, entnommen. Im Staatswappen repräsentieren diese drei Löwen den Regierungsbezirk Schwaben.

#### Der weiß-blaue Herzschild
Der weiß-blaue Herzschild ist in Weiß (Silber) und Blau schräg gerautet. Die Reihenfolge der Wecken (Rauten) ergibt sich daraus, dass die in der oberen linken (heraldisch rechten) Ecke des Schildes stehende Raute weiß ist. Ursprünglich war es das Wappen der Grafen von Bogen. Nach deren Aussterben im Jahr 1242 behielten ihr Lehen die Wittelsbacher ein und übernahmen ihr Wappen.
Die Grafen von Bogen waren vor 800 Jahren ein bedeutendes bayerisches Adelsgeschlecht. Seit der Mitte des zwölften Jahrhunderts führten Adelige ein Wappen, das u. a. auf dem Schild angebracht wurde (zur Unterscheidung in Turnieren und Kämpfen). Vermutungen über die Wahl des Rautenmusters betreffen die Verstärkung der Schilde. Zur Verstärkung benutzte Eisengitter könnten sich im Lauf der Zeit zum bekannten Rautenmuster entwickelt haben.
Eine alternative Theorie ist die Übernahme des Rautenwappens der Wasserburger Hallgrafen durch die Wittelsbacher.
Der älteste erhaltene Abdruck aus dem Jahr 1247 stammt von Ludwig II., Herzog von Bayern. Seitdem haben die Wittelsbacher es als Stammwappen übernommen. Der Platz in der Mitte, als sogenannter Herzschild, wurde den Rauten 1835 (unter Ludwig I., König von Bayern), seitdem als Symbol für ganz Bayern, gegeben.
Warum die Rauten weiß-blau sind, ist nicht überliefert. Die ursprüngliche Bezeichnung war silber-blau, da jedoch in der Heraldik Silber durch die Farbe Weiß ohne Veränderung der Bedeutung dargestellt wird, hat sich „weiß-blau“ als Bezeichnung der bayerischen Farben etabliert. Die weiß-blauen Rauten finden offiziell als „Kleines Staatswappen“ Verwendung.

#### Die Volkskrone
Die Volkskrone auf dem gevierten Schild mit dem Herzschild in der Mitte besteht aus einem mit Steinen geschmückten goldenen Reifen, der mit fünf ornamentalen Blättern besetzt ist. Die Volkskrone, die sich erstmals im Wappen von 1923 findet, bezeichnet nach dem Wegfall der Königskrone die Volkssouveränität.

### Kleines Staatswappen
„Das kleine bayerische Staatswappen besteht aus einem in Weiß (Silber) und Blau schräg rechts gerauteten Schild, auf dem die Volkskrone ruht.“

## Landessymbol
Da das Staatswappen nur von amtlichen Stellen verwendet werden darf, wurden Landessymbole, auch Wappenzeichen genannt, eingeführt: Zum einen ein Schild mit dem Rautenmuster und einem goldenen Rand, zum anderen (für Franken) der fränkische Rechen im gold berandeten Schild. Die Symbole dürfen frei verwendet werden, solange kein hoheitlicher Charakter erweckt wird, es dürfen also keine schildtragenden Tiere, eine Krone o. ä. zugefügt werden.
Eine ausführliche Aufstellung bietet die Liste der Wappen mit Bayerischen Rauten sowie die Beispiele unter Fränkischer Rechen.

Freistaat Bayern
Franken

## Geschichte
Bis zum Ende der Monarchie in Bayern 1918 war das Wappen von Bayern das des jeweiligen Fürsten.:5 Die frühesten überlieferten Wappen der Wittelsbacher, den Herrschern Bayerns von 1180 bis 1918, findet man auf Siegeln, weshalb die Farben nicht überliefert sind. Das erste nachweisbare Wappenbild in einem Siegel stammt von Otto I. und befindet sich an einer Urkunde aus dem Jahr 1179. Es zeigt einen nach links blickenden Adler.:8 Dieses Wappentier ist auch auf einem Siegel aus dem Jahr 1196 von Ottos Sohn Ludwig dem Kelheimer dargestellt, allerdings mit Blick nach rechts. Auf einem weiteren Reitersiegel desselben von 1220 ist hingegen ein Wappenschild mit gezacktem Balken dargestellt. Die Herkunft dieser frühen Wappen ist nicht geklärt.:10 f.

### Herzogtum Bayern

Wappen des Herzogtums Bayern bis 1623

Durch die Hochzeit von Ludwigs Sohn Otto II. mit Agnes von der Pfalz im Mai 1222 gelangt der Pfälzer Löwe aus dem Wappen der Welfen zum Geschlecht der Wittelsbacher. 1229/30 ist er erstmals auf einem bayerischen Herzogssiegel Ottos II. zu erkennen, golden, in schwarzem Feld und rot bewehrt, jedoch unbekrönt. Die erste überlieferte Darstellung eines rot bekrönten Löwen stammt von 1252.:13
Durch das Aussterben der Grafen von Bogen 1242 gehen deren Besitzungen und auch das Wappen mit dem weiß-blauen Wecken auf die Wittelsbacher über. Die erste überlieferte Urkunde bayerischer Herzöge, die mit diesem Wappen gesiegelt wurde stammt vom 1. Dezember 1247. Die Söhne Ottos II. teilen das Herzogtum 1255 auf: Ludwig der Strenge führt im Herzogtum Oberbayern den Rautenschild weiter, ab 1289 verwendet er auch Pfälzer Löwen. Heinrich herrscht im Herzogtum Niederbayern und führt als Wappen ebenfalls die Rauten und den Löwen. In einem Reitersiegel desselben von 1259 findet sich ein neues Bild, nämlich der Panther, der aus dem Wappen der Grafen von Ortenburg-Kraiburg stammte, deren Besitzungen die Wittelsbacher übernommen hatten. Die Herzöge Niederbayerns führten den Löwen, die Rauten und den Panther in einem Siegel vereint bis mit dem Tod Johanns des Kinds dessen Schwiegervater Ludwig der Bayer die beiden Teilherzogtümer Altbayerns wieder zusammenführte. Daraufhin nahm Ludwig der Bayer das Wappen mit Panther, Löwen und Rauten an und auch sein Sohn Ludwig der Römer verwendete es.:15–20
Durch den Hausvertrag von Pavia existierten von 1329 bis 1777 zwei Wittelsbacher Linien: die ältere pfälzische (rudolfinische) Linie herrschte über die Rhein- und die Oberpfalz, die jüngere altbayerische (ludwigische) Linie behielt die übrigen Gebiete des Herzogtums. Letztere Linie verwendete in seinem Wappen Rauten und Löwen zusammen oder abwechselnd. 1320 wurde Ludwig V. mit der Mark Brandenburg belehnt und führte zusätzlich zu den Rauten Mann und Adler. Brandenburg wurde bereits 1373 wieder verloren. Das Wappen setzte sich daraufhin auch nach der erneuten Landesteilung von 1392 meist aus Rauten und Löwen zusammen. Seit 1438, dem Regierungsantritt Albrechts des Frommen war es dann ein gevierter Schild mit dem Löwen im ersten und vierten und den Rauten im zweiten und dritten Feld.

### Kurfürstentum Bayern

Wappen des Kurfürstentums Bayern

Eine Veränderung fand lediglich durch die Erlangung der Kurwürde für die Herzöge Bayerns durch Maximilian I. statt: 1623 kam darauf ein roter Herzschild mit goldenem Reichsapfel als Symbol des Erztruchsessenamts, zudem bevorzugte der Kurfürst die Rauten im ersten und vierten und den Löwen im zweiten und dritten Feld. Von 1742 bis 1745 war Karl Albrecht von Bayern römisch-deutscher Kaiser und führte den Doppeladler des Heiligen Römischen Reichs mit Kaiserkrone und Wittelsbacher-Wappen auf der Brust in seinem Siegel.:21–31
Die rudolfinische Linie nahm ebenfalls meist die Rauten und den Löwen zum Wappen, den Herzschild mit dem Reichsapfel führten sie früher als die ludwigische Linie, da sie zuerst den Kurfürsten stellten.:31 f.

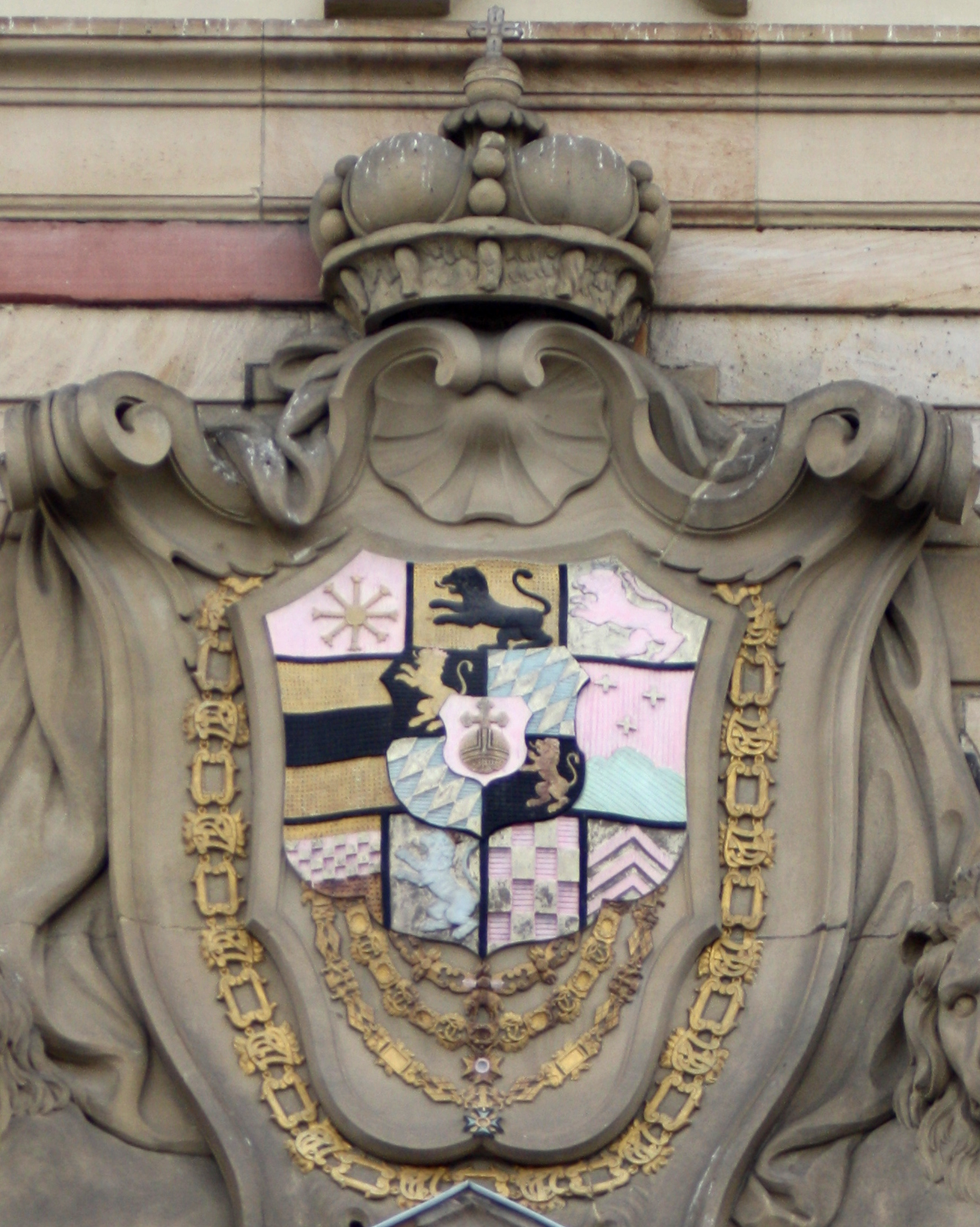
Wappen Karl Theodors von Kurpfalz-Bayern am Mannheimer Zeughaus, umgeben von den Collanen des Hubertusordens, Georgsordens, Löwenordens und Vliesordens

Mit der 1777 erfolgten Übernahme des bayerischen Erbes nach dem Tod von Kurfürst Maximilian III. Josef durch die pfälzische Linie wurde Kurfürst Karl Theodor Herrscher über Kurpfalz-Bayern. Als er 1779 nach Bayern kam, bestand sein Wappenschild aus acht Feldern, wie es seinerzeit üblich war um Besitzungen und Herrschaften anzuzeigen. Die Felder zeigten Bayern, das Herzogtum Jülich, das Herzogtum Cleve, das Herzogtum Berg, die Grafschaft Veldenz, die Grafschaft Ravensberg, das Fürstentum Moers und im Mittelschild die Kurpfalz. Bald tauschte die Pfalz im Herzschild den Platz mit Bayern, auch die übrigen Felder wechselten, deren Zahl wuchs auf zehn. Mit dem Tod Karl Theodors 1799 erlosch auch diese Wittelsbacher-Linie, aus der Pfalz kommend wurde Maximilian IV. Joseph neuer Kurfürst von Bayern. Auch er führte einen vielgeteilten Schild, der folgende Besitzungen enthielt: Die Herzogtümer Jülich, Cleve, Berg, das Fürstentum Moers, die Markgrafschaft Bergen op Zoom, die Grafschaften Veldenz, Sponheim, Mark, Ravensberg, Rappoltstein und Ravenkirchen.:32–35 Mit dem Zerfall des Heiligen Römischen Reichs deutscher Nation änderte sich das Gebiet Bayerns, wodurch ein neues Wappen notwendig wurde. Am 3. Oktober 1804 veröffentlicht das „Churbayerische Regierungsblatt“ das neue Wappen, das nunmehr aus 16 Feldern besteht, dazu der gevierte Mittelschild mit einem Herzschild.:36 f.

Wappenschilde von Kurpfalz-Bayern
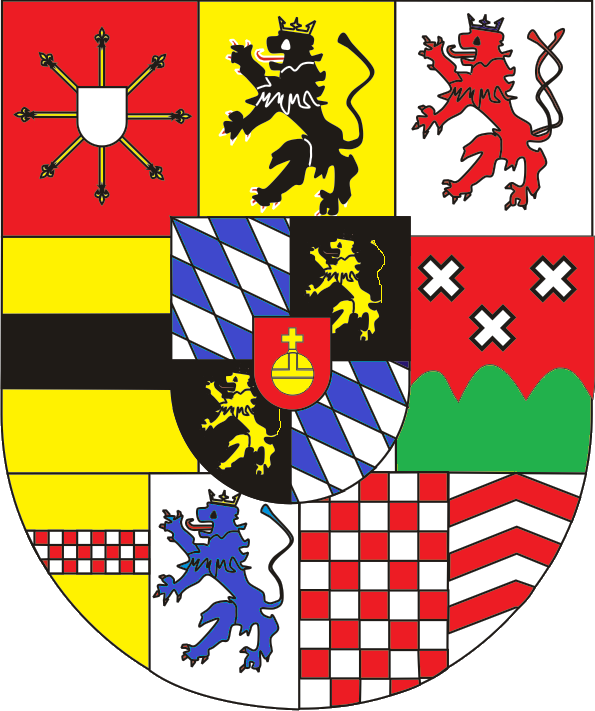
1777–1799
1799–1804
1804–1806

### Königreich Bayern

Großes Wappen des Königreichs Bayern 1807–1835

Großes Wappen des Königreichs Bayern 1835–1918/23

Mit der Ausrufung des Königreichs Bayern entstand der Wunsch nach einem vereinfachten Wappen. Staatsarchivar Vincenz Pall von Pallhausen legte am 26. Dezember 1805 einen Entwurf vor, der mit einem allerhöchsten Erlass des nunmehrigen Königs Maximilian I. Joseph vom 4. Januar 1806 genehmigt wurde. Der Schild zeigte diesmal die bayerischen Wecken, der Herzschild war gespalten, mit dem Kurhut bedeckt und enthielt den Reichsapfel und den Pfälzer Löwen. Über dem Hauptwappen stand die königliche Krone, Schildhalter waren zwei Löwen, von denen der heraldisch rechte ein Zepter, der linke ein Schwert trug.:45 f.
Mit dem 20. Dezember 1806 wurde das Wappen erneut verändert: die weiß-blauen Rauten blieben erhalten, deren Zahl wurde auf 42 festgelegt, jedoch enthielt das zinnoberrote Herzschild ein blankes Schwert mit goldenem Griff, gekreuzt mit einem goldenen Zepter.:55 f. Mit dem Tod von Maximilian I. Joseph im Jahr 1825 wird Ludwig I. König von Bayern. Er äußert 1834 in einem Schreiben an seinen Minister Friedrich August von Gise den Wunsch, das Wappen zu ändern und beschreibt zugleich einen eigenen Entwurf. Nach seinen Vorstellungen sollten im Sinne der Romantik die Volksstämme Bayerns im Schild aufgeführt werden. Nach etwa einem Jahr der Verhandlungen und Überarbeitungen genehmigte der König am 17. Juni 1835 das Wappen, das am 20. Oktober 1835 im Regierungsblatt veröffentlicht wird. Es ist geviert: Im ersten Feld der Pfälzer Löwe, im zweiten der fränkische Rechen, dann das Wappen der Markgrafschaft Burgau für Schwaben und der Veldenzer Löwe „als Hinweis auf die Herkunft der Dynastie aus der Rheinpfalz“. In den Herzschild kamen die Rauten.:63–66
In einem Wappenzelt halten zwei auf den Hinterbeinen stehende gekrönte goldene Löwen mit den erhobenen Vorderpfoten zwischen sich das eigentliche bayerische Landeswappen, das aus sechs heraldischen Komponenten besteht. Der Hauptschild ist geviert. Vorne oben auf schwarzem Grund nach rechts aufgerichtet der goldene, rot bewehrte Pfälzer Löwe, das Wappenzeichen der Pfalz. Das zweite Feld zeigt drei aufwärts zeigende silberne Spitzen auf rotem Grund („Fränkischer Rechen“), welche den Landesteil Franken repräsentieren. Im dritten Feld befindet sich, in blau auf silbernem Grund ein nach rechts aufgerichteter, von einer goldenen Krone gekrönter Löwe, das Wappentier der Grafschaft Pfalz-Veldenz, stellvertretend für die nördliche Rheinpfalz. Das vierte Feld schließlich zeigt das Wappen der Markgrafschaft Burgau, auf silbernem Grund drei rote Schrägbalken von rechts unten nach links oben, darüber ein goldener Pfahl, stellvertretend für den Landesteil Schwaben. Der Herzschild in den Landesfarben Weiß-Blau zeigt 42 teils silberne, teils blaue, diagonal von der linken zur rechten Seite aufsteigende Rauten (Rautenmuster). Die goldene Krone über dem Wappen symbolisiert das Königtum. Darunter zu sehen sind die Collanen der vier höchsten bayerischen Orden: Der Hubertusorden, der Hausritterorden vom Heiligen Georg, der Militär-Max-Joseph-Orden und der Verdienstorden der Bayerischen Krone.

Wappenschilde des Königreichs Bayern
Erster Wappenschild des Königreichs Bayern 1806
Zweiter Schild des Königreichs 1806–1835
Dritter Schild des Königreichs 1835–1918/23

### Freistaat Bayern

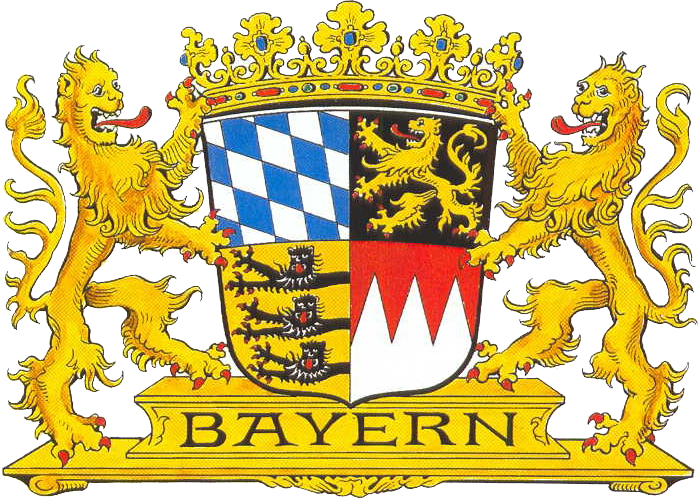
Großes Wappen des Freistaats Bayern 1923–1936

Mit der Novemberrevolution endete 1918 die Monarchie in Bayern. Bereits im gleichen Monat kam es zu Bemühungen ein neues Wappen zu schaffen, die Verhandlungen zogen sich jedoch bis 1923 hin. Tatsächlich wurde das Wappen des Königreichs mangels Alternativen für amtliche Siegel/Stempel bis 1923 verwendet. Schließlich nahm der bayerische Landtag am 20. Juli 1923 einen Entwurf von Otto Hupp im „Gesetz über das Wappen des Freistaates Bayern“ an, der sich wie das vorherige Wappen auf die bayerischen Stämme bezog, jedoch die Doppelung des Löwen im ersten (Pfälzer) und vierten Feld (Veldenzer) behob und außerdem das Burgauer Wappen durch drei, aus dem Spalt hervorbrechende schwarze Löwen ersetzte, die aus der Tradition der Staufer (Stauferlöwen) stammten.:80 f. Mit der Gleichschaltung im Dritten Reich 1933 nahte das Ende des Wappens, das endgültig im Jahr 1936 verboten wurde.:82 Durch eine Bekanntmachung zur Führung des Reichssiegels vom 28. August 1936 wurde die Bekanntmachung zur Führung des Landeswappens von 1924 aufgehoben und damit das Wappen faktisch abgeschafft.
Nach dem Zweiten Weltkrieg kam der Landesteil Pfalz 1946 zu Rheinland-Pfalz. Bayern wurde 1949 ein Bundesland der Bundesrepublik Deutschland. Es wurde nicht das 1936 verbotene Wappen wiederverwendet, sondern Eduard Ege mit dem Entwurf eines neuen Wappens beauftragt. In Zusammenarbeit mit der Bayerischen Staatskanzlei entstand ein Wappen nach dem Vorbild des Königswappens von Ludwig I. mit vier Feldern für die Landesteile: „Altbayern (speziell Oberbayern und Oberpfalz: goldener Löwe in Schwarz), Franken (Fränkischer Rechen: drei silberne Spitzen in Rot), Altbayern (speziell Niederbayern: blauer Panther in Silber), Schwaben (drei schwarze Löwen in Gold)“, zusätzlich der Herzschild mit den bayerischen Rauten. Auf dem von zwei Löwen gehaltenen Schild ruht die Volkskrone als Zeichen der Volkssouveränität. Der Landtag genehmigte den Entwurf am 2. November 1950.:82 f.